# Héliodóros
Héliodóros, řecky Ἡλιόδωρος, (nejspíše 3. století) byl starověký řecký spisovatel, autor milostného dobrodružného románu Aithiopské příběhy Theagena a Charikelie, zkráceně Aithiopika (Αἰθιοπικά).
Pocházel z rodiny kněží boha Hélia z Emesy ve Foiníkii (dnes Homs v západní Sýrii). Jinak se o jeho životě ví velmi málo, tvrzení, že šlo o křesťanského biskupa Héliodóra z města Trikala v Thesálii je vysoce nepravděpodobné.

## Aithiopské příběhy
Ve svém románu líčí Héliodóros v deseti knihách strastiplné příběhy dívky Charikleie, odložené dcery aithiopského krále Hydaspa a jeho ženy Persiny (příčinou odložení bylo to, že dcera se narodila celá bílá, ačkoliv oba rodiče byli tmavé pleti a Persina měla obavu z manželovy žárlivosti). V Delfách Charikleia poznala o hrách mladíka Theagena, když mu předávala cenu za vítězství. Oba se do sebe zamilovali a Theagen jí v noci unesl. Po mnohém bloudění, útrapách a nebezpečích se Charikleia shledala konečně se svými rodiči, byla od nich poznána a Theagenovi zasnoubena.
Přestože román obsahuje tradiční pseudohistorické, dobrodružné a milostné příhody, patří pro svou virtuózní vypravěčskou techniku a pro řadou napínavých scén a neočekávaných zvratů k nejlepším a k nejvýznamnějším starořeckým románům. Rovněž v něm hraje velkou roli kult boha Hélia a projevuje se v něm vliv novoplatonismusu. Byl proto velmi oblíben nejen v pozdní antice, ale také v období renesance.

## Česká vydání
- Heliodorovy příběhy aithiopské, Česká akademie věd a umění, Praha 1924, přeložil Josef Hrůša,
- Příběhy aithiopské, obsaženo společně s Longovým románem Dafnis a Chloé v knize Antická próza I. - Láska a dobrodružství, Odeon, Praha 1971, přeložil Václav Bahník.